# Jean Louis Fleury
Jean Louis Fleury (1946-) est un journaliste et auteur franco-québécois, spécialiste de l’histoire de l’électricité au Québec, auteur de nouvelles et de romans policiers.

## Biographie
Né en 1946 à Sainte-Maure de Touraine en France, Jean Louis Fleury réside au Québec depuis 1971. Après des études en histoire à l’université François-Rabelais de Tours, il entre au Centre de formation des journalistes de Paris dont il est diplômé en 1971 (CFJ-promo71). Envoyé comme coopérant au Québec à la fin de ses études, il a fait carrière dans les Communications et les Relations internationales à la société Hydro-Québec où il a notamment œuvré comme journaliste au journal d'entreprise Hydro-Presse. Il a également occupé le poste de directeur exécutif du E7, un «réseau d'expertise» formé par de grandes sociétés d'électricité des pays industrialisés,.
Vers la fin des années 1990, il entreprend, «à la demande et au bénéfice» d'Hydro-Québec, la rédaction de deux volumineux ouvrages qui retracent l'histoire du transport et la distribution de l'électricité au Québec du XIXe siècle à nos jours. Publiés sous les titres Les coureurs de ligne (1999) et Les porteurs de lumière (2004), les livres ont été qualifiés de «remarquables» par Michel Corbeil, le journaliste affecté à la couverture d'Hydro-Québec au quotidien Le Soleil de Québec.
Le manuscrit d'un troisième tome portant sur l'histoire de la production d'électricité au Québec a été terminé par l'auteur en 2008, mais n'a pas été publié à ce jour. Interrogé par la presse en juin 2010, Hydro-Québec a indiqué qu'elle avait «pris la décision de suspendre les travaux» et qu'aucun avis contraire n'est à l'«horizon».
Fleury a également collaboré à diverses maisons d’édition québécoises à titre de nègre littéraire. Collaborateur régulier de la revue culturelle Forces, il a été trois fois lauréat du concours d’œuvres dramatiques de Radio-Canada (1981, 1982, 1987). "L'Affaire Céline", roman policier publié en 2015, a été finaliste du concours littéraire Arthur-Ellis (meilleur roman policier canadien) et du Grand prix du roman policier de Saint-Pacôme (meilleur roman policier québécois) de 2016,.

## Publications

### Fiction
- Sans traces de pas sur la neige (nouvelles), éditions internationales Alain Stanké, Montréal, 1997  (ISBN 2-7604-0577-X)
- Les Marionnettistes 1 – Bois de justice, éditions Guy Saint-Jean, Montréal, 2010  (ISBN 978-2-89455-351-0)
- Les Marionnettistes 2 - Le syndrome de Richelieu, éditions Guy Saint-Jean Montréal, 2010  (ISBN 978-2-89455-362-6)
- Les Marionnettistes 3 - Table rase, éditions Guy Saint-Jean, Montréal, 2011  (ISBN 978-2-89455-401-2)
- Retraites à Bedford, éditions Guy Saint-Jean, Montréal, 2012  (ISBN 978-2-89455-567-5)
- L'Affaire Céline, éditions Alire, Québec, 2015  (ISBN 978-2-89615-140-0)
- L'Ombre des monastères, éditions Alire, Québec, 2017  (ISBN 978-2-89615-176-9)

### Essais
- Jean Louis Fleury, Une ligne et des hommes : une histoire de la Cedars Rapids Transmission, Montréal, Libre Expression, 1991, 127 p. (ISBN 2-89111-530-9)
- Jean Louis Fleury, Les coureurs de lignes : L'histoire du transport de l'électricité au Québec, Montréal, Stanké, 1999, 507 p. (ISBN 2-7604-0552-4)
- Jean Louis Fleury, Les porteurs de lumières : L'histoire de la distribution de l'électricité au Québec, Québec, Éditions MultiMondes, 2004, 491 p. (ISBN 2-89544-058-1)
- Jean Louis Fleury, La carotte et la marguerite, Montréal, Édition du passage, 2013, 224 p.  (ISBN 978-2-922892-81-9)